# Station Green Road
Green Road is een spoorwegstation van National Rail in Copeland in Engeland. Het station is eigendom van Network Rail en wordt beheerd door Northern Rail. Het station langs de Cumbrian Coast Line is een request stop, waar treinen alleen stoppen op verzoek.